# Chúa đăng quang với nỗi ưu phiền (Bosch, El Escorial)
Chúa đăng quang với nỗi ưu phiền là một bức tranh của một học trò họa sĩ Hieronymus Bosch, hiện đang được trưng bày tại Tu viện hoàng gia San Lorenzo, El Escorial.
Bức tranh này là một phiên bản trau chuốt từ bức gốc của Bosch, hiện đang được trưng bày tại Luân Đôn, Chúa đăng quang với nỗi ưu phiền.